# Кэти Ма
Кэти Ма (англ. Kathy Mar, /ˈkæθi ˈmɑːr/, от кит. Ма, 马) — певица из США.
В течение нескольких лет работала в Денвере, Колорадо.
С начала 80‑х — филкер.
С 1989 по 2004 годы получила шесть личных Pegasus Awards, и одну совместно с Mercedes Lackey.
В настоящее время[когда?] живёт в San Leandro, штат Калифорния.